# 4Him

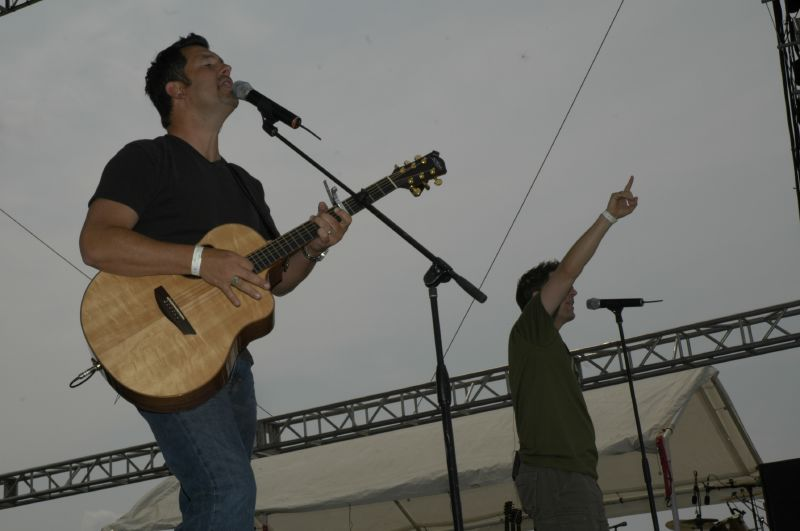
4Him em concerto no Lifest 2006

4Him foi um grupo musical norte-americano gospel formado por quatro vozes masculinas. O grupo teve seu primeiro trabalho registrado em 1990, cujo próprio nome do grupo era o título.
Sua formação se manteve a mesma até o final do grupo em 2006, quando foi então registrado o trabalho Encore... For Future Generations.
Anteriormente os membros do 4HIM faziam parte do Grupo Cristão Contemporâneo Truth.
Embora o grupo tenha terminado em 2006, até hoje fazem apresentações com o nome 4HIM quando estão juntos.

## Discografia[2]
- Encore... For Future Generations (2006)
- Simply 4Him (2004)
- Visible (2003)
- Walk On (2001)
- Chapter One... A Decade (2001)
- Hymns: A Place of Worship (2000)
- Best Ones (1999)
- Obvious (1998)
- The Message (1996)
- The Ride (1994)
- The Season of Love (1993)
- The Basics of Life (1992)
- Face the Nation (1991)
- 4Him (1990)

## Ex-Integrantes
- Andy Chrisman
- Kirk Sullivan
- Mark Harris
- Marty Magehee

As músicas de seus discos foram registradas por vários cantores e grupos nacionais evangélicos como Sollanza, Josué de Castro, Luiz Claudio, Projet'art, Centelha e até mesmo o quarteto Arautos do Rei.